# Smalamarant
Smalamarant (Amaranthus viridis) är en amarantväxtart som beskrevs av Carl von Linné. Enligt Catalogue of Life ingår Smalamarant i släktet amaranter och familjen amarantväxter, men enligt Dyntaxa är tillhörigheten istället släktet amaranter och familjen amarantväxter. Arten förekommer tillfälligt i Sverige, men reproducerar sig inte. Inga underarter finns listade i Catalogue of Life.

## Bildgalleri

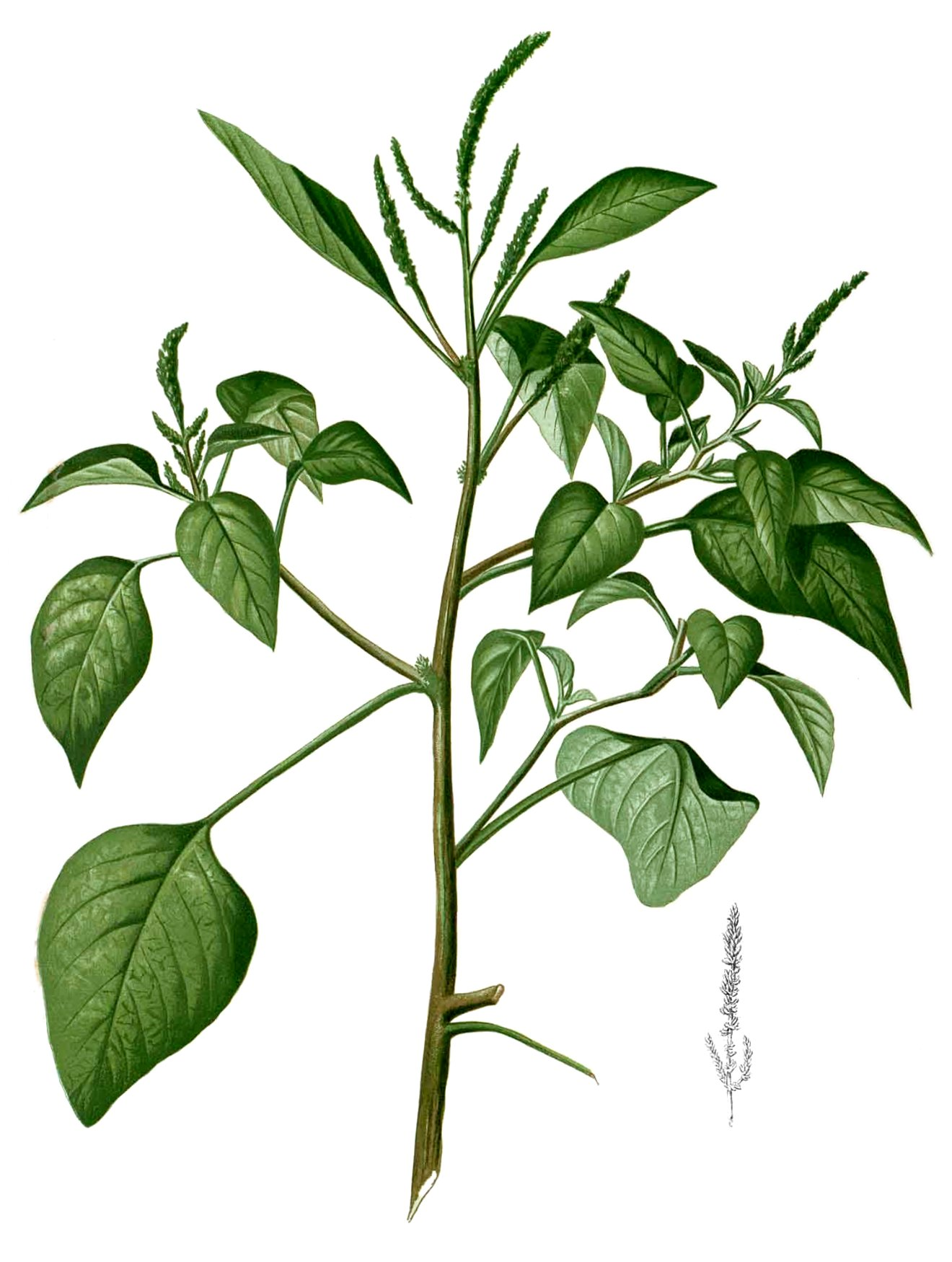
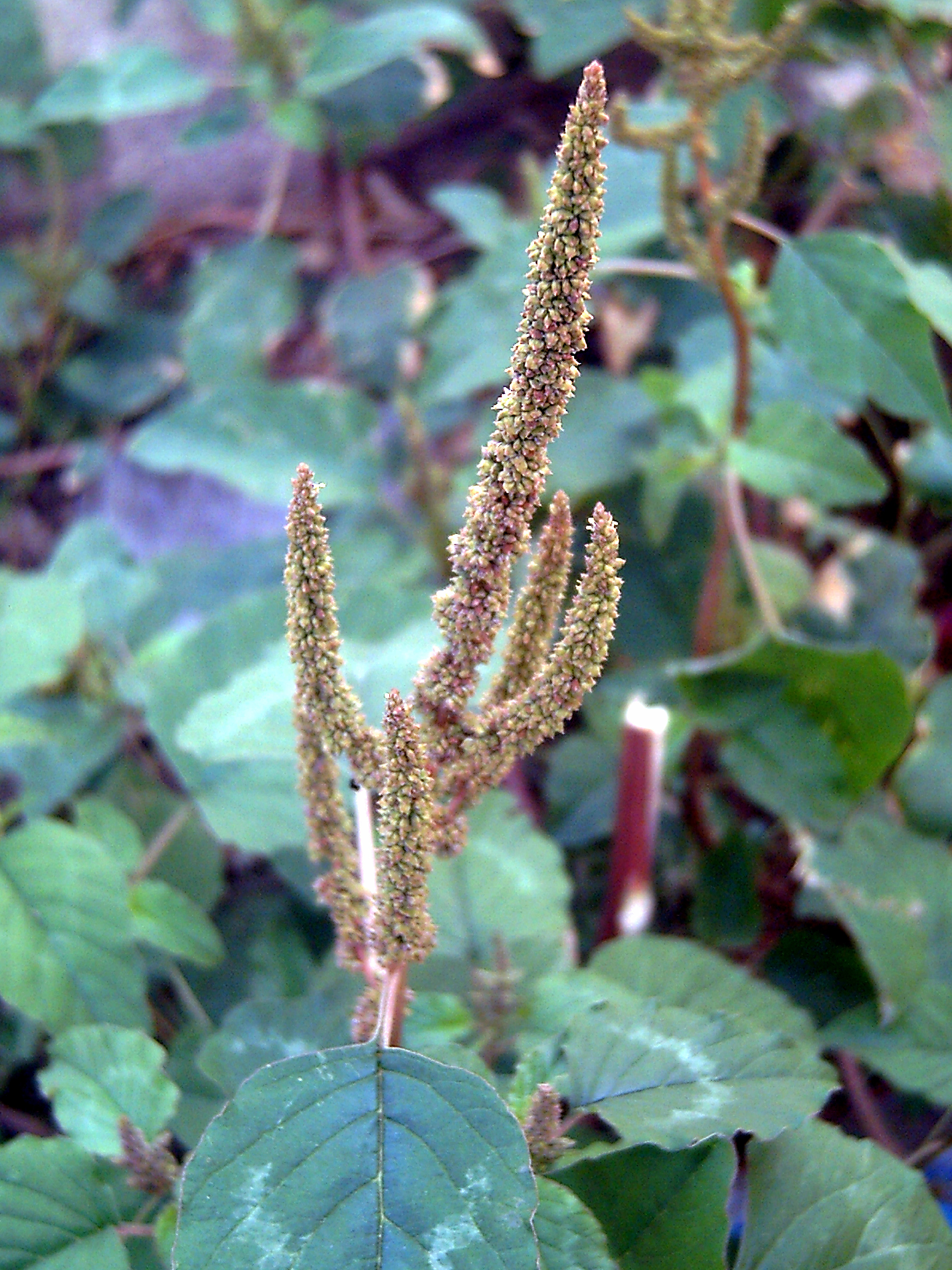
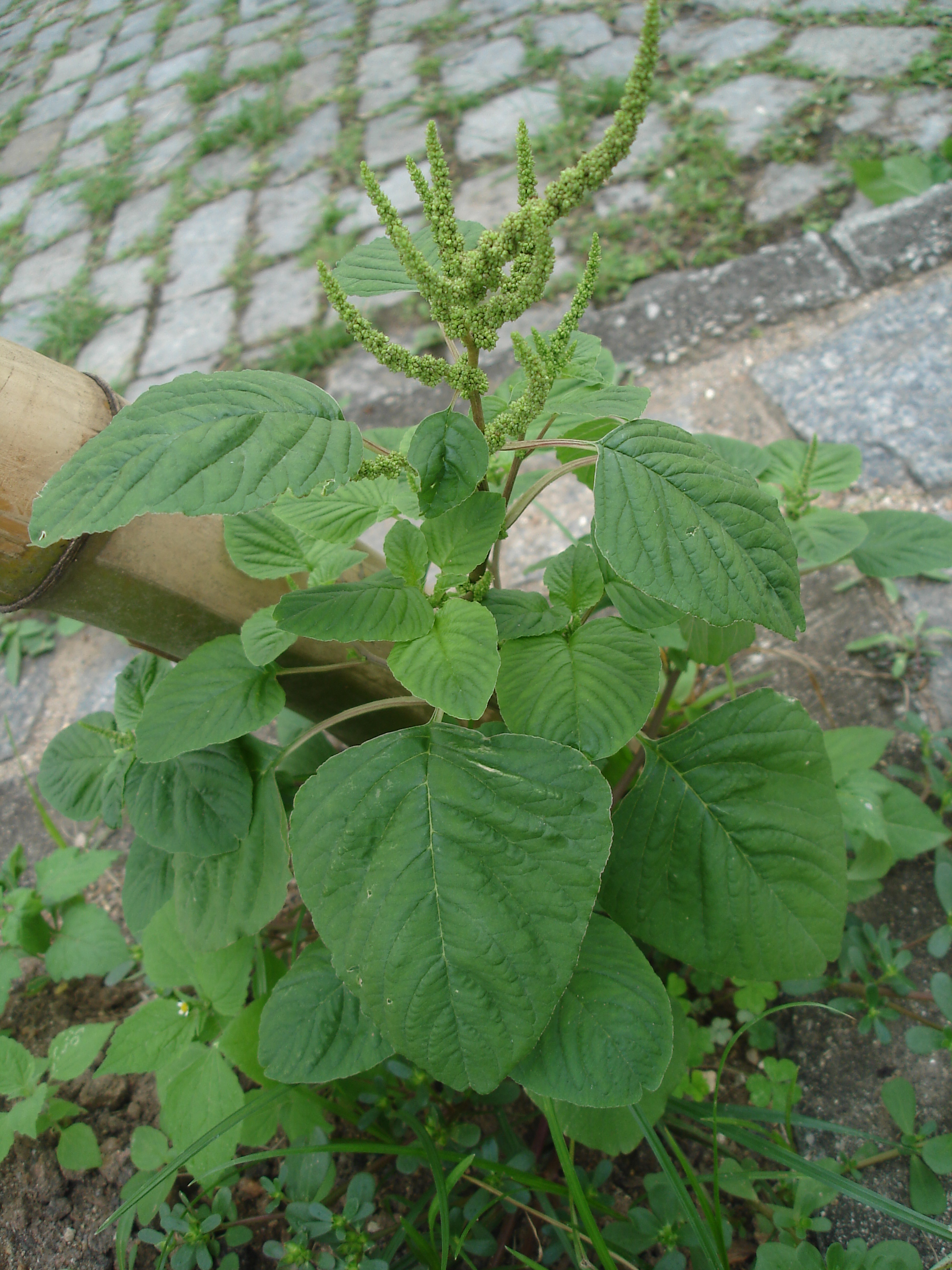
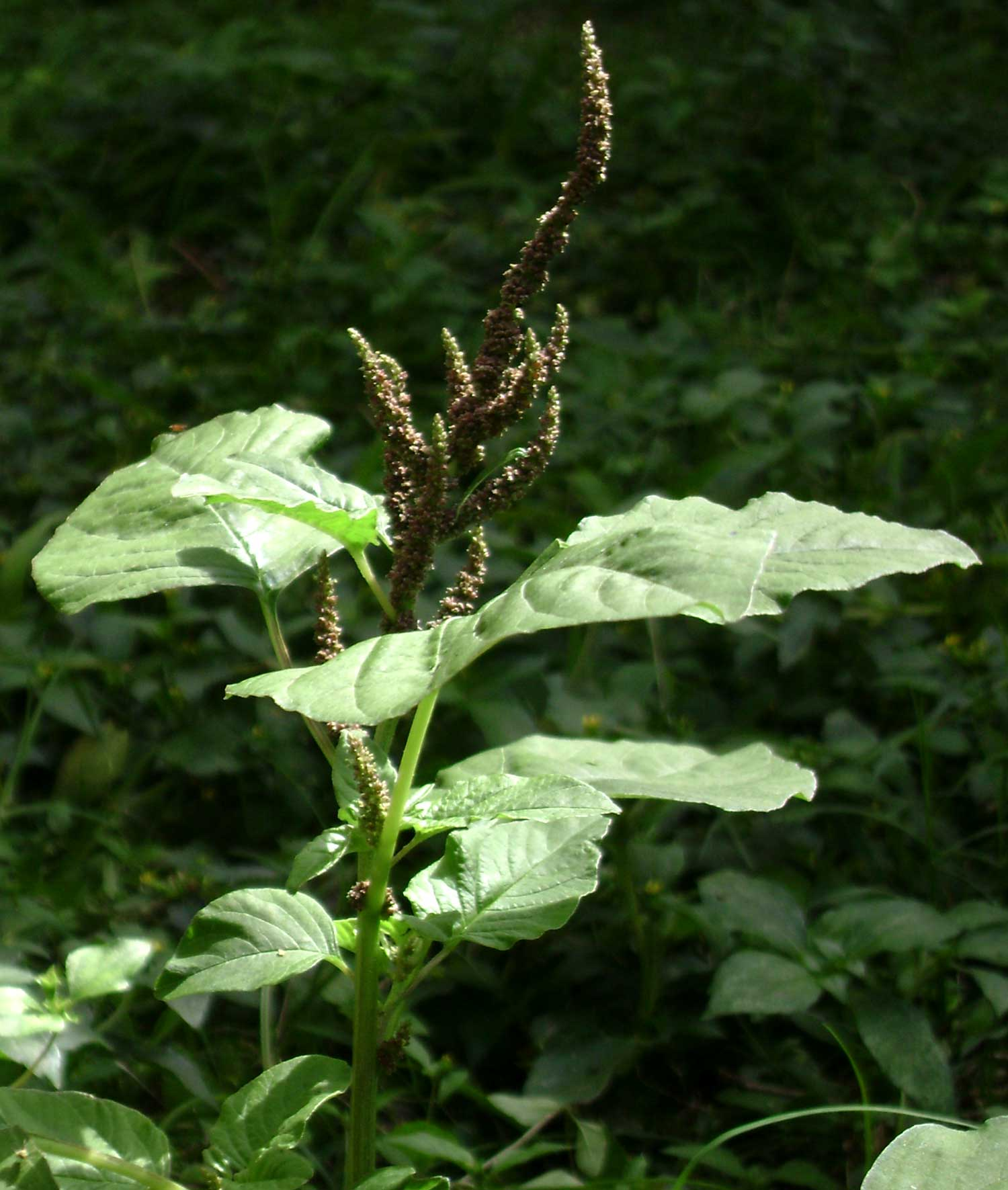
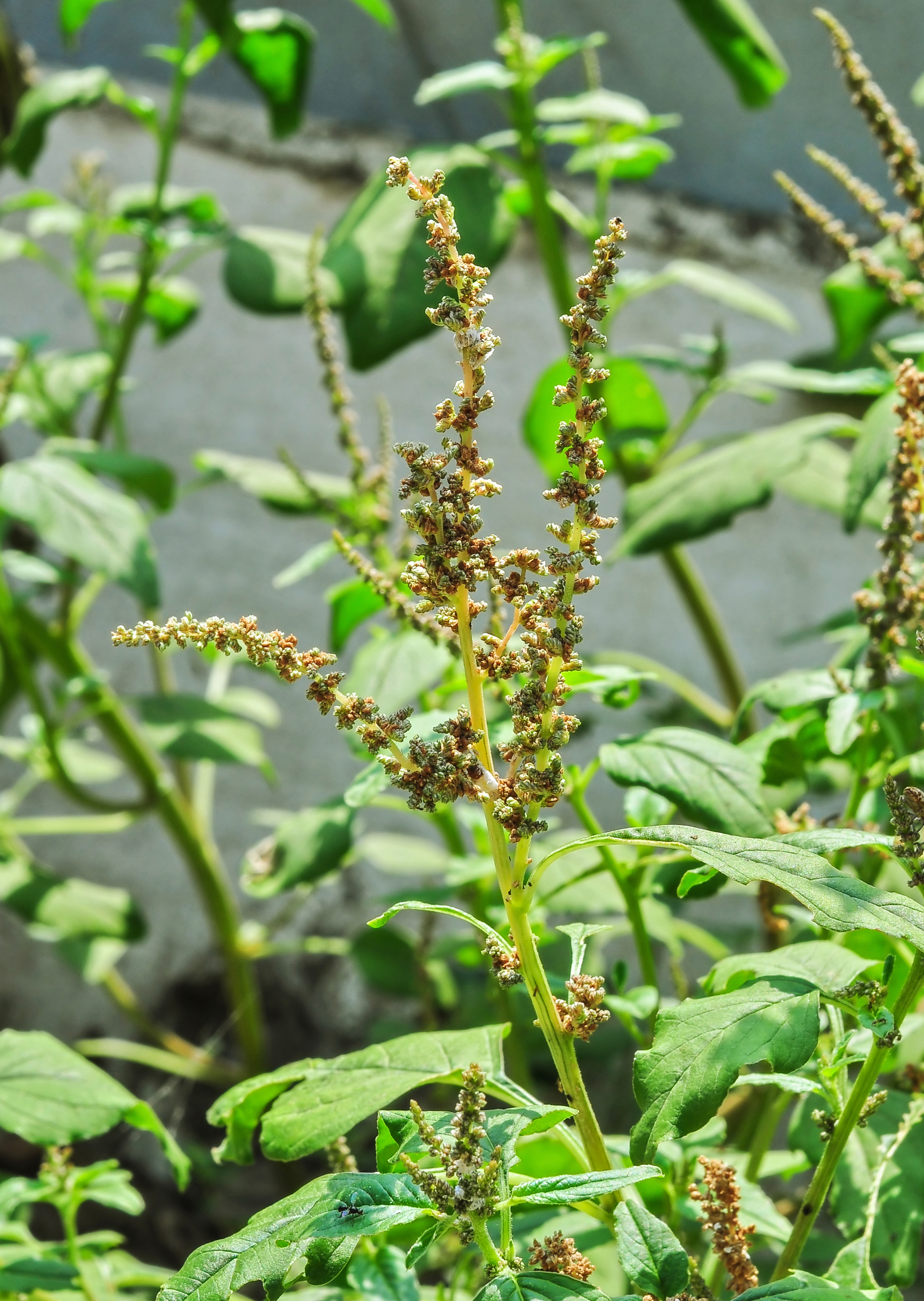
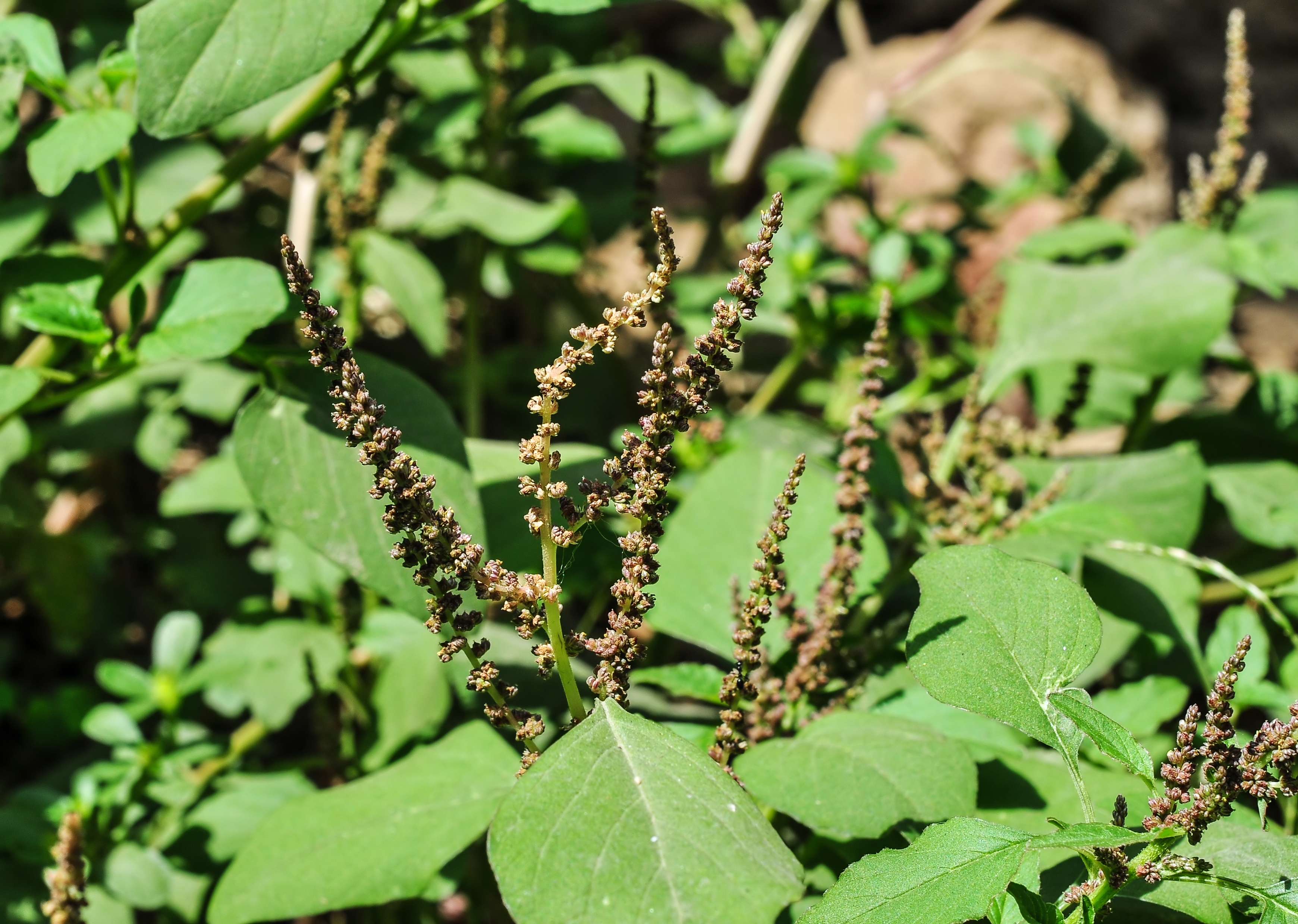